# Hotel City (Santiago de Chile)
El Hotel City es un edificio de dos cuerpos y cinco pisos de estilo art decó, contiene un bar en su parte inferior y está ubicado en la calle Compañía de Jesús 1063, a pocos metros de la Plaza de Armas y la Catedral Metropolitana de Santiago.

## Historia
Empezó a construirse en el año 1929, inicialmente sus primeros dueños tenían la intención de hacer oficinas en el edificio, luego de reconsiderarlo, decidieron decantarse por un hotel, el cual finalizó su construcción en el año 1938 en manos de Juan Velasco Sanfuentes, este, curiosamente, tenía preparado crear un restaurante en la cumbre del Cerro Santa Lucía, pero terminó modificando la obra para realizarla en el Hotel CIty.
El arquitecto del Hotel, es de nacionalidad chilena, procedente de Quillota y nacido en 1904. A pesar de tener en su registro un gran número de obras, dentro de las cuales podemos reconocer su trabajo en la Caja de Empleados Particulares, las casas para los ahorrantes, la iglesia Santa Teresita de Algarrobo y el edificio en el que funciona actualmente el Instituto Nacional de la Juventud, su nombre no figura en el proyecto pero sí, su rubrica en los planos de los alcantarillados del edificio.
El hotel perteneció a la familia Ferrer desde el año 1965 hasta su cierre en el 2008, cuando el dueño del inmueble Italo Lubiano Bruzzo solicita el edificio, para luego rematarlo y dejarlo completamente vacío.
Luego de haber subido a la azotea e incentivado por su entorno y el gran potencial que este tendría una vez restaurado, en noviembre del año 2010, el inversionista indio Satinder Garcha compra el edificio a través de la consultora inmobiliaria Colliers, para refaccionarlo y transformarlo en una boutique de lujo, la cual planeaba abrir en julio del 2020, hito que no pudo ser cumplido, debido a la pandemia hubo un retraso en las obras de rehabilitación.

## Inspiración literaria
Debido a su gran atractivo, este hotel ha sido la inspiración para varios escritores chilenos, como es el caso de Alberto Fuguet, quien incluyó al edificio como escenario en su libro Mala onda o Ramón Díaz Eterovic, quien describe como su personaje, el detective Heredia, visita el bar del hotel en busca de un trago. Aunque este último escritor nunca se hospedó en el edificio, este cuenta que durante un tiempo, se reunió en el bar y comedor del Hotel con un grupo amigos médicos, quienes también eran lectores y se hacían llamar el "Círculo Herediano".